# Disease
〈Disease〉는 미국의 싱어송라이터 레이디 가가의 노래이다.